# Malteserorden

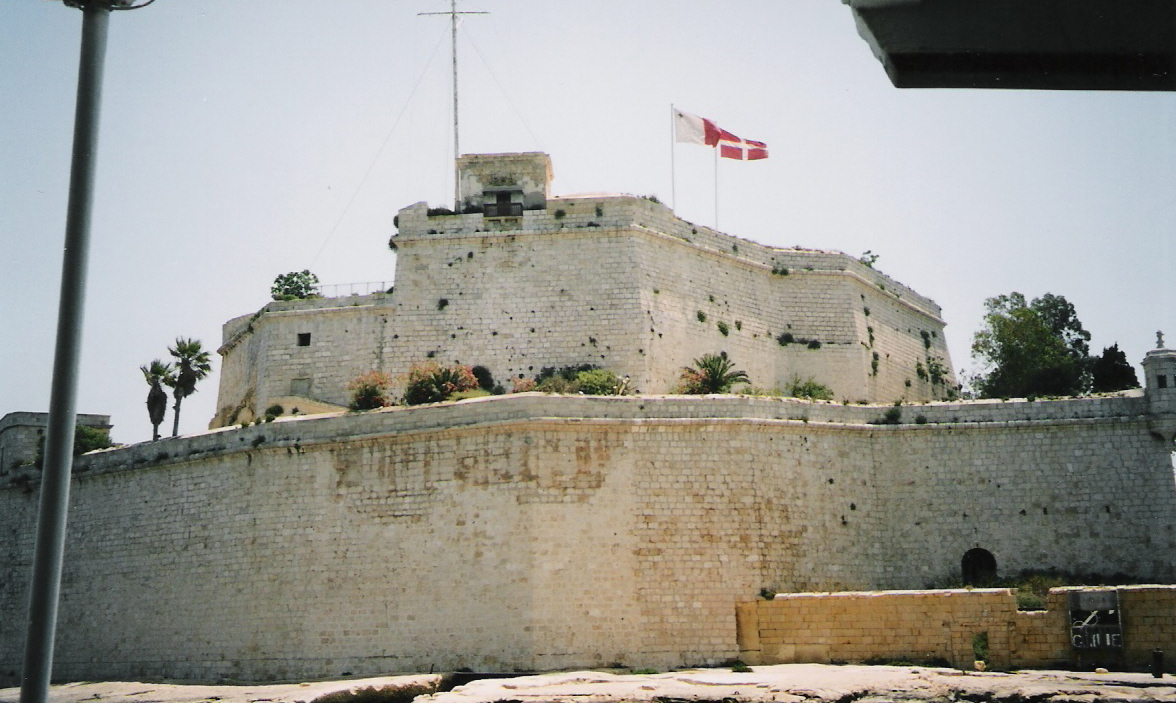
Malteserordens flagga hissad över Fort Sankt Angelo, Birgu, Malta. Området tillhör sedan 1999 åter orden som extraterritoriell besittning.

Malteserkors.

Malteserorden (italienska: Ordine di Malta), formellt Suveräna Militära Hospitaliära Orden av Sankt Johannes av Jerusalem av Rhodos och av Malta (italienska: Sovrano Militare Ordine Ospedaliero di San Giovanni di Gerusalemme di Rodi e di Malta, ofta förkortat Sovrano militare Ordine di Malta, SMOM), är en romersk-katolsk religiös orden för lekmän. Orden grundades cirka år 1099 i Jerusalem och är världens äldsta ännu existerande riddarorden. Historiskt har Malteserorden gått under namnet Johanniterorden, men efter erhållandet av ön Malta år 1530 har det nuvarande namnet brukats. Orden har idag sitt högkvarter i Rom. Den saknar egentligt territorium, men betraktar sig som ett internationellt rättssubjekt och upprätthåller diplomatiska förbindelser med ett antal stater.
I dag räknar orden omkring 13 000 medlemmar, 80 000 permanenta volontärer och 20 000 medicinskt utbildad personal verksamma i fler än 120 länder. Ordens syfte är att hjälpa utsatta sjuka, äldre, funktionsnedsatta, flyktingar, hemlösa och barn över hela världen, utan åtskillnad av härkomst eller religionstillhörighet, bland annat vid naturkatastrofer, epidemier och militära konflikter.
Malteserorden är historiskt kopplad till de evangeliska Johanniterordnarna och de erkänner i dag varandra ömsesidigt som stammande från samma rot med Malteserorden som den ursprungliga grenen.

## Historik

### Heliga landet
Handelsmän från den italienska staden Amalfi kom med den fatimidiske guvernörens samtycke att grunda ett härbärge i Jerusalem för kristna pilgrimer redan 1070. Det uppkallades efter Johannes döparen och kom att lyda under Benediktinerorden som redan var etablerad i staden med Sankta Maria kloster. När staden belägrades av de kristna under Första korståget kastades härbärgets mästare ut ur staden varefter han med sin lokalkännedom kunde hjälpa de belägrande styrkorna. Efter att de kristna erövrat staden mottog härbärget stora donationer och kunde kring 1099 bli oavhängigt av Benediktinerorden som Johanniterorden. Orden erkändes 1113 av påve Paschalis II. Den kom att lyda direkt under påven och kom inte bara att fortsätta med sitt vårdande av de sjuka utan kom även att utveckla en militär del som kom att bli tongivande i Outremer och få kontroll över ett flertal borgar, däribland Krak des Chevaliers. Orden expanderade även i Europa och öppnade flera dotterhärbärgen samtidigt som den även fick en del bosättningar under sin kontroll.

### Riddarna av Rhodos
När Akko som sista kristna stad i det heliga landet förlorades kom Johanniterorden att temporärt flytta sitt högkvarter till Cypern. Orden såg dock behovet av ett eget territorium och försökte nå en uppgörelse med den bysantinske kejsaren, som formellt sett var härskare över Rhodos, om att få Rhodos som ett län under honom. Detta försök misslyckades men orden kom ändå att etablera ett konvent på ön 1309, varefter orden snart fungerade som öns härskare. Makten befästes genom uppförandet av befästningar samt genom att uppmana till kolonisation av landet. Orden eftersträvade även inflytande i Anatolien där de tributbelade flera städer. Samtidigt kom orden dock att gå från att vara mer landinriktad till att inrikta sig på havet. Orden kom att bygga upp en flotta för att skydda kristna köpmän från muslimska pirater samtidigt som de själva gav sig in i piratyrket för att störa muslimsk sjöfart. De förde även denna kamp på land då de bland annat tog kontroll över Smyrna 1343 och plundrade Alexandria. Efter att Konstantinopel fallit för de turkiska osmanerna tvingades dock orden på defensiven när dessa försökte krossa det piratnäste de såg i riddarnas bas på Rhodos. 1480 kom osmanerna under Mehmet II att göra ett första försök att erövra ön men misslyckades. De återkom 1522 under Süleyman I med en armé på 140 000 man som efter en sex månader lång belägring tvingade ordensriddarna att kapitulera. Ordensriddarna tilläts dock att avmarschera och segla till Europa med skepp som Suleyman själv tillhandahöll för detta ändamål. Därefter kom ordensriddarna att sakna ett eget territorium till dess att de 1530 fick Malta, under spansk överhöghet, av Karl V.

#### Organisation

Ordens vapensköld.

Ordens medlemmar var under denna tid uppdelade i tre grupper. Riddarna som antagit klosterlöftena bildade ordens kärna. Den andra gruppen var kaplanerna som inte hade några militära förpliktelser utan istället fungerade som själasörjare för ordensmedlemmarna och dem som bodde på deras territorium. Den tredje gruppen var sergeanterna eller de tjänande bröderna, som antingen kunde ha en militär roll eller arbeta med det administrativa arbetet inom orden.
Under tiden på Rhodos kom orden att organiseras i åtta så kallade nationer. Dessa var Frankrike, Provence, Auvergne, Aragonien, Kastilien, Italien, Tyskland och England. Var och en av dessa hade tillskrivits en högre post inom orden. Dessa var "Grand Hospitaller" för Frankrike, "Grand Commander" för Provence, marskalk för Auvergne, standarbärare för Aragonien, storkansler för Kastilien, Admiral för Italien, stor-bailiff för Tyskland och Turkopolier för England. Ordens stormästare var som synes inte föreskriven någon speciell nation utan kunde väljas från vilken nation som helst.

### Malta

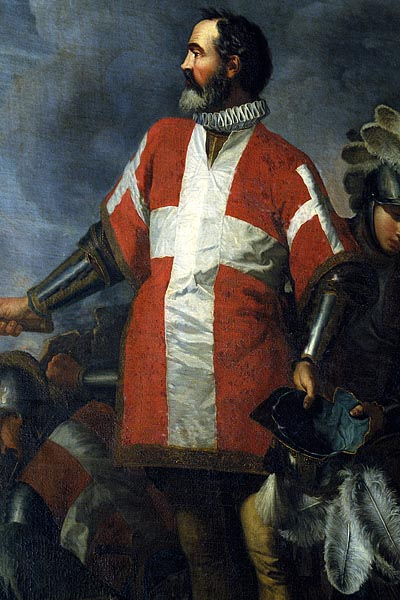
Jean Parisot de la Valette.

Efter att Malta kommit i ordens händer kom de snart att återgå till samma leverne som de hängivit sig åt på Rhodos. De bekämpade nordafrikanska kapare och fortsatte med sin egen jakt på turkiska skepp samtidigt som de deltog i Karl V:s expeditioner till Algeriet och Tunisien. Orden kom därför att än en gång ställas inför Süleyman den store vars trupper ledda av Mustafa Pascha försökte invadera ön 1565, dels för att stoppa ordensriddarnas härjningar, dels för att få en bas för en möjlig invasion av Italien. Osmanerna lyckades efter hårda strider inta den mindre befästningen Sant' Elmo men visade sig oförmögna att inta de befästa städerna Senglea och Birgu som försvarades av stormästaren Jean Parisot de la Valette och avbröt belägringen i början av september. Efter belägringen återgick orden till sina strider mot de nordafrikanska kaparna samt deltog i slaget vid Lepanto men kom därefter att drabbas av dekadens i fråga om följandet av ordens religiösa regler och disciplinen inom den. Protestantismen gjorde också att orden förlorade mycket av sina tillgångar på kontinenten. Malta förlorades slutligen till Napoleon I 1798.

### Suveräna Malteserorden

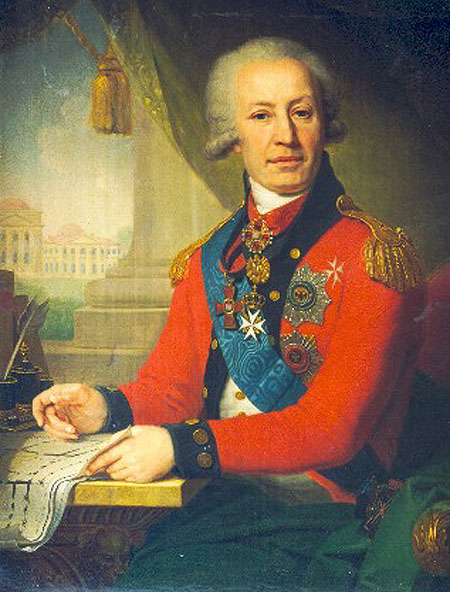
Aleksej Vasiljev, kommendör, 1800-talet.

Efter att temporärt ha residerat i Messina, Catana och Ferrara flyttade orden 1834 sitt säte till Rom varefter orden inriktade sig på sin ursprungliga uppgift att vårda de sjuka.

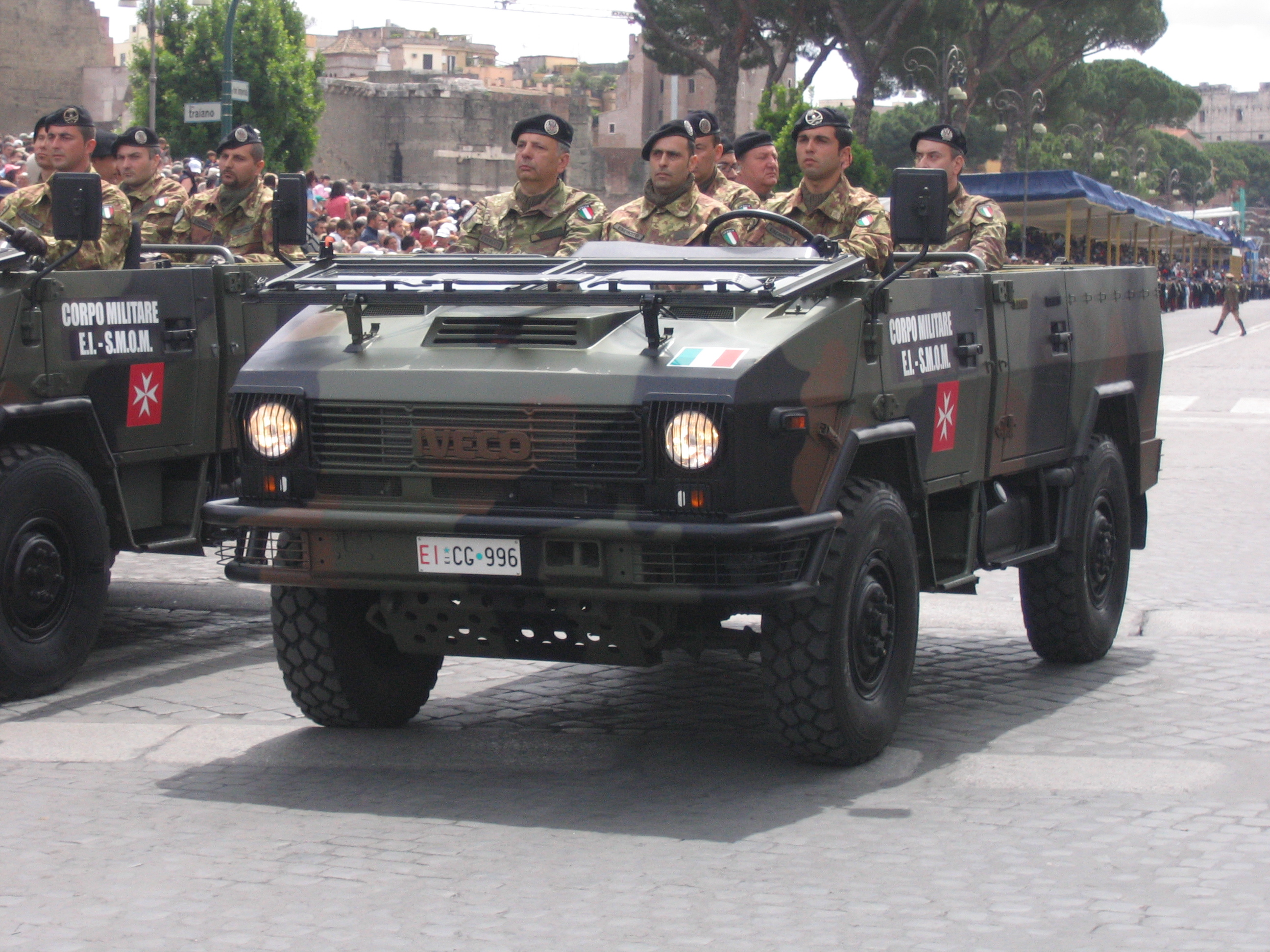
Corpo militare dell'ACISMOM, Associazione dei cavalieri italiani, under militärparad vid Festa della Repubblica i Rom, Italien (2007).

1877 kom dock orden att bilda en volontärtrupp till den italienska armén med uppgift att vårda de sjuka i både krig och fred. Denna trupp kom även att verka efter jordbävningen i Messina 1908, varefter kung Viktor Emanuel III beslutade att dessa trupper skulle bli en integrerad del av den italienska armén samtidigt som de skulle vara ansvariga för den suveräna Malteserordens italienska association. Under de båda världskrigen skötte dessa trupper italienska sjuktåg vilket de sedermera prisades för. Dessa trupper ingår fortfarande i den italienska armén, mestadels som sjukvårdsofficerare, och för då både den italienska flaggan och Malteserordens egen flagga.

## Organisation
Malteserorden har idag endast ett sjuttiotal ordensriddare som avlagt klosterlöftet men har istället 12 000 sekulära riddare och damer, 80 000 volontärer samt 11 000 läkare, sjuksystrar och annan personal som underhåller och driver de sjukhus, vårdcentraler, skolor, universitet och liknande som orden driver världen över.

### Beskyddare av Malteserorden
Malteserorden har alltid en kardinal utsedd till sin beskyddare. Denne har som uppgift att se till ordens andliga intressen, dess medlemmar samt ordens relation till den Heliga stolen. 
Beskyddare av Malteserorden, sedan 1961:
- Paolo Giobbe (8 August 1961 – 3 Juli 1969)
- Giacomo Violardo (3 Juli 1969 – 17 Mars 1978)
- Paul-Pierre Philippe, O.P. (10 November 1978 – 9 April 1984)
- Sebastiano Baggio (26 Maj 1984 – 21 Mars 1993)
- Pio Laghi (8 Maj 1993 – 11 Januari 2009)
- Paolo Sardi (6 Juni 2009 – 8 November 2014)
- Raymond Burke (8 November 2014–19 Juni 2023)
- Gianfranco Ghirlanda (19 Juni 2023- )

## Malteserorden i Sverige
Verksamheten spred sig till Sverige i och med Sveriges kristnande och varade fram till Gustav Vasas reduktion under reformationen i Sverige. Efter detta låg den regionala verksamheten nere fram till 1959.

### Medeltiden
- Johanniterklostret i Eskilstuna, Södermanland (cirka 1170–1527)
- Johanniterorden i Stockholm (cirka 1334–1527)
- Kronobäcks kloster, Småland (cirka 1479–1527)

### Nutid
1959 återupprättades den skandinaviska associationen av Malteserorden, med ansvarsområde Danmark, Finland, Island, Norge och Sverige. För närvarande består associationen av cirka 50 medlemmar. 
Associationen har haft följande ledarskap:
- Per von Holstein, Danmark, regent, 1959–1963
- greve Johan Arthur Lagergren, Sverige, regent a.i, 1963-1974
- friherre Rutger von Essen, Sverige, regent a.i, 1975–1977
- greve Nils Bielke, Sverige, regent a.i, 1978–1984
- greve Nils Bielke, Sverige, president, 1984–1987
- greve Erik Sparre, Sverige, president, 1987–2002
- friherre Gustaf von Essen, Sverige, president 2002–2008
- ärkehertiginnan Walburga Habsburg Douglas, Sverige, president (ad interim) 2008
- prins Andreas von und zu Liechtenstein, Sverige, president 2008–2014
- Kent Johansson, magistral kommissionär, Luxemburg, 2014–2017
- Benedicta Lindberg, Sverige, president 2017–2024
- Claes Lagergren, Sverige, president 2024-